# Космос-1355
Космос-1355 — советский спутник военно-прикладного назначения серии «Космос», тип УС–П.
Запущен 29 апреля 1982 года в 10:04 с космодрома Байконур, стартовый комплекс № 90, ракета-носитель «Циклон-2».

## Первоначальные орбитальные данные спутника
- Перигей — 438 км
- Апогей — 459 км
- Начальный период обращения вокруг Земли — 93,3 минуты
- Угол наклона плоскости орбиты к плоскости экватора Земли — 65,1°

## Аппаратура
На спутнике установлена научная аппаратура для продолжения исследований космического пространства. Кроме того, на спутнике имеется: радиосистема для точного измерения элементов орбиты, радиотелеметрическая система для передачи данных о работе научной аппаратуры и других приборов.